# 유고슬라비아의 국장
유고슬라비아의 국장은 1918년부터 1992년까지 사용된 유고슬라비아 국가의 공식 국장이었다. 국장은 74년 동안 다양하게 존재하였다.

## 유고슬라비아 왕국
1918년부터 1941년까지 유고슬라비아 왕국(1929년까지 세르브인 크로아트인 슬로벤인 왕국이라 불림)의 국장은 세르비아의 국장에서 발전된 형태였다. 국장의 형태는 서로 비슷했는데, 두 가지 주요 차이점이 있었다. 첫 번째 차이점은 왕관이었다. 세르비아의 왕실 국장에는 오브레노비치 왕조의 왕관이 그려져 있던 반면, 유고슬라비아의 왕실 국장에는 카라조르제비치 왕조의 왕관이 그려져 있었다.

두 번째 차이점은 흰색 쌍두 독수리 위에 장착된 방패와 관련이 있었다. 이전 세르비아의 국장에는 방패에 세르비아의 테트라그람마톤 십자만 그려져 있었고, 이는 세르비아 민족만을 대표하였다. 1918년 유고슬라비아가 수립되면서, 방패는 유고슬라비아의 세 개의 공식 민족으로서 새로 통합된 크로아티아 민족(빨간색과 흰색의 체커판)과 슬로베니아 민족의 상징을 포함하도록 바뀌었다. 문장에는 첼레 백작 가문의 슬로베니아 문장에서 채택된 거꾸로 된 삼각형 모양으로 배열된 세 개의 금색 육각성이 포함되어 있었다. 1926년, 10 유고슬라비아 디나르 지폐에는 유고슬라비아 왕실 국장 그림이 등장하였다.

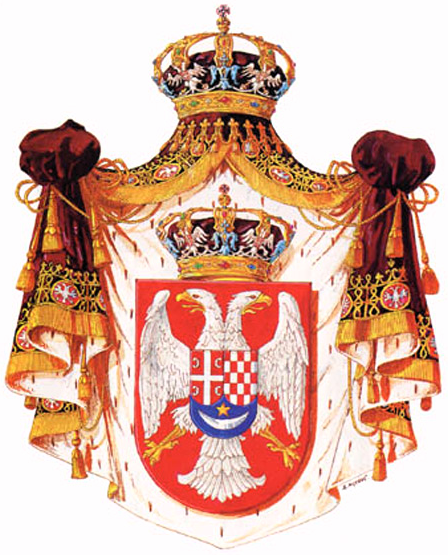
세르브인 크로아트인 슬로벤인 왕국의 첫 번째 국장 (1918년~1921년)
유고슬라비아 왕국의 대국장 (1921년~1941년)
유고슬라비아 왕국의 소국장 (1921년~1941년)

## 유고슬라비아 사회주의 연방공화국

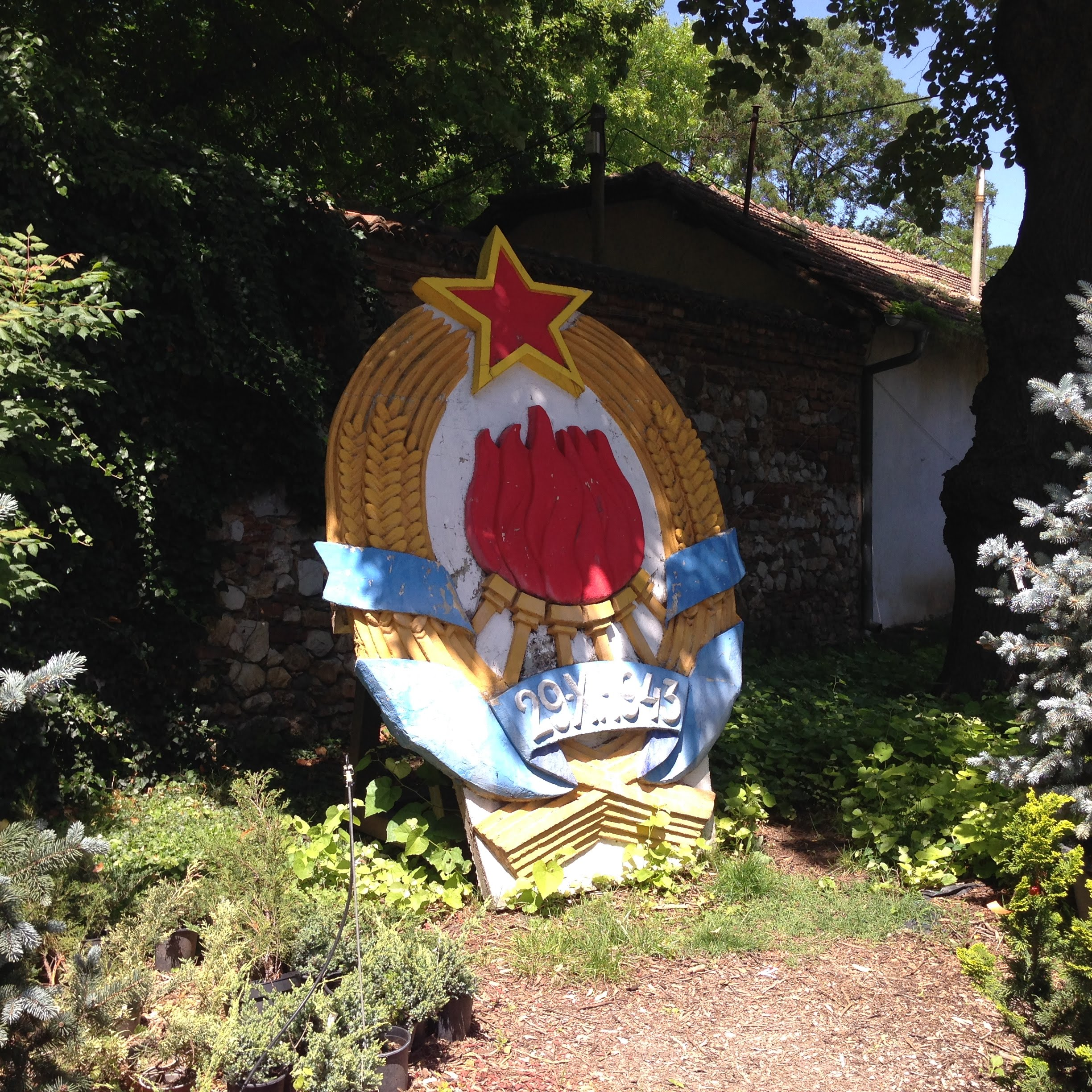
한때 니시 대학교 건물에 있던 국장은 복원 및 재도색되어 현재 니시 요새 도시 정원에 있다.

유고슬라비아 사회주의 연방공화국의 국장은 꼭대기에 붉은 별이 달린 밀로 둘러싸인 횃불 6개로 구성되어 있었으며, 모두 하나의 불꽃으로 타오르고 있었다. 이는 유고슬라비아를 구성하는 6개의 공화국, 보스니아 헤르체고비나, 크로아티아, 마케도니아, 몬테네그로, 세르비아, 슬로베니아의 형제애와 통일을 상징하였다. 국장은 유고슬라비아 민족해방을 위한 반파시스트 평의회(AVNOJ)가 야이체에서 제2차 회의를 열어 연방공화국을 수립하고 전후 국가 조직의 기반을 마련한 1943년 11월 29일에 제정되었다. 아 날은 공화국이 수립된 후 공화국의 날로 기념되었다. 유고슬라비아의 국장은 구성 공화국의 문장과 마찬가지로 사회주의 양식 문장의 한 예였다.
제2차 세계 대전(1943년~1945년) 당시 유고슬라비아는 민주연방 유고슬라비아(DFY)로 명명되었고, 1945년에는 유고슬라비아 연방인민공화국(FPRY)으로 개칭되었으며, 1963년에는 다시 유고슬라비아 사회주의 연방공화국(SFRY)으로 개칭되었다. 사회주의 유고슬라비아의 국장은 1943년에 디자인되어 개혁을 단행하고 마지막으로 국명을 바꾸었던 1963년까지 사용되었다. 이 국장에는 밀로 둘러싸인 다섯 개의 횃불이 모두 하나의 불꽃으로 타오르는 장면이 등장하였다. 이는 사회주의 유고슬라비아의 5개 민족, 크로아티아인, 마케도니아인, 몬테네그로인, 세르비아인, 슬로베니아인의 형제애와 통일을 상징하였다. 보슈나크인은 19세기 후반부터 메흐메드 카페타노비치와 같은 인물들의 영향으로 스스로를 민족으로 규정하는 일이 생겨났음에도 불구하고 구성 민족으로 대표되지 않았다.
1963년 개혁의 일환으로 국호가 유고슬라비아 사회주의 연방공화국으로 바뀌었고, 국장도 (5개 민족을 나타내는 대신) 6개 구성 공화국을 나타내도록 재디자인되었다. 새로운 국장은 6개 횃불이 달린 최종 버전으로, (1992년 국가 해체 이후) 1993년까지 공식적으로 사용되었다. 휘장에 적혀있던 날짜는 새로운 국장에도 그대로 남았다.

인쇄물에 사용되었던 스탬프 버전
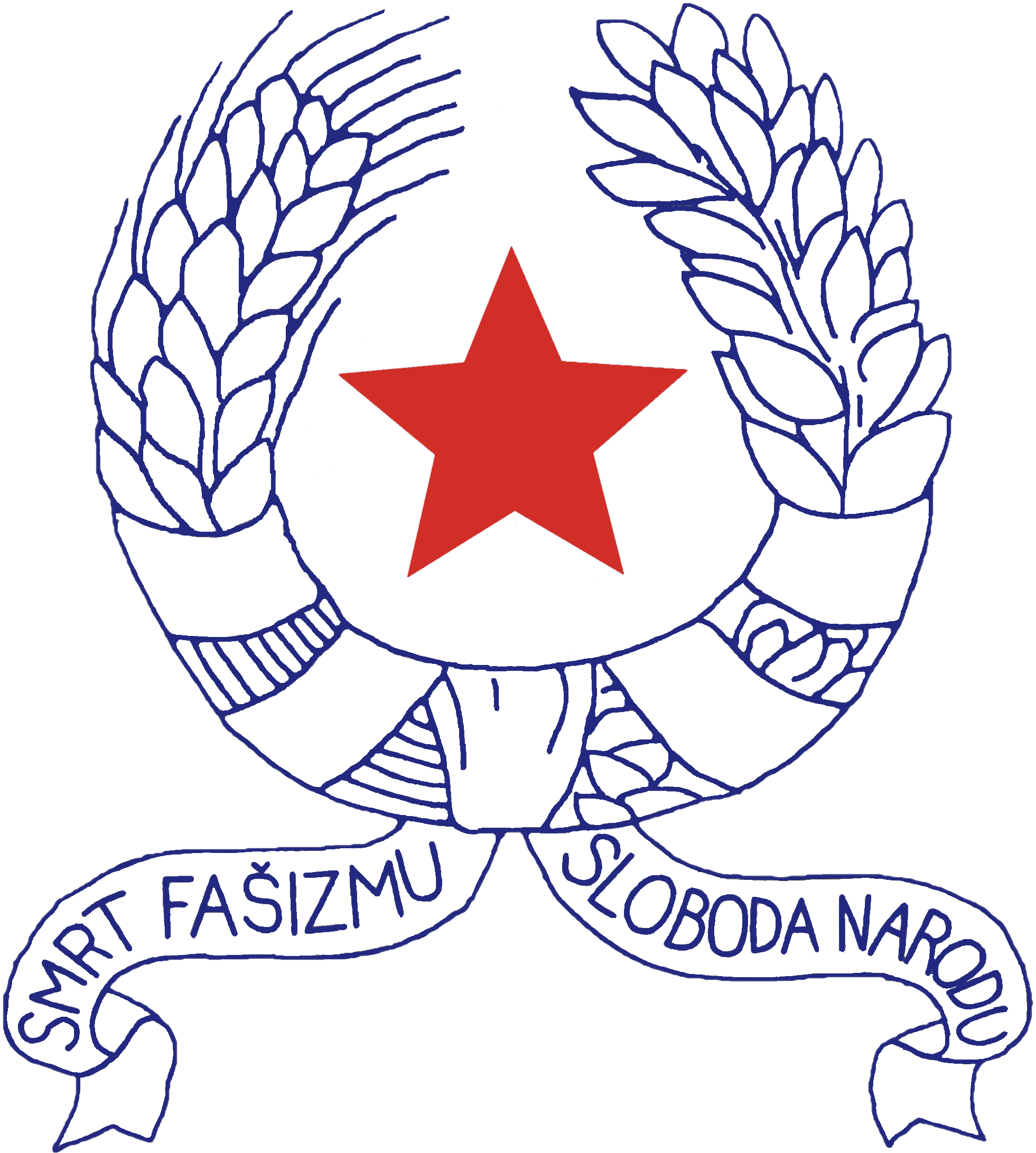
제1차 회의 중 AVNOJ의 문장 (1942년~1943년)
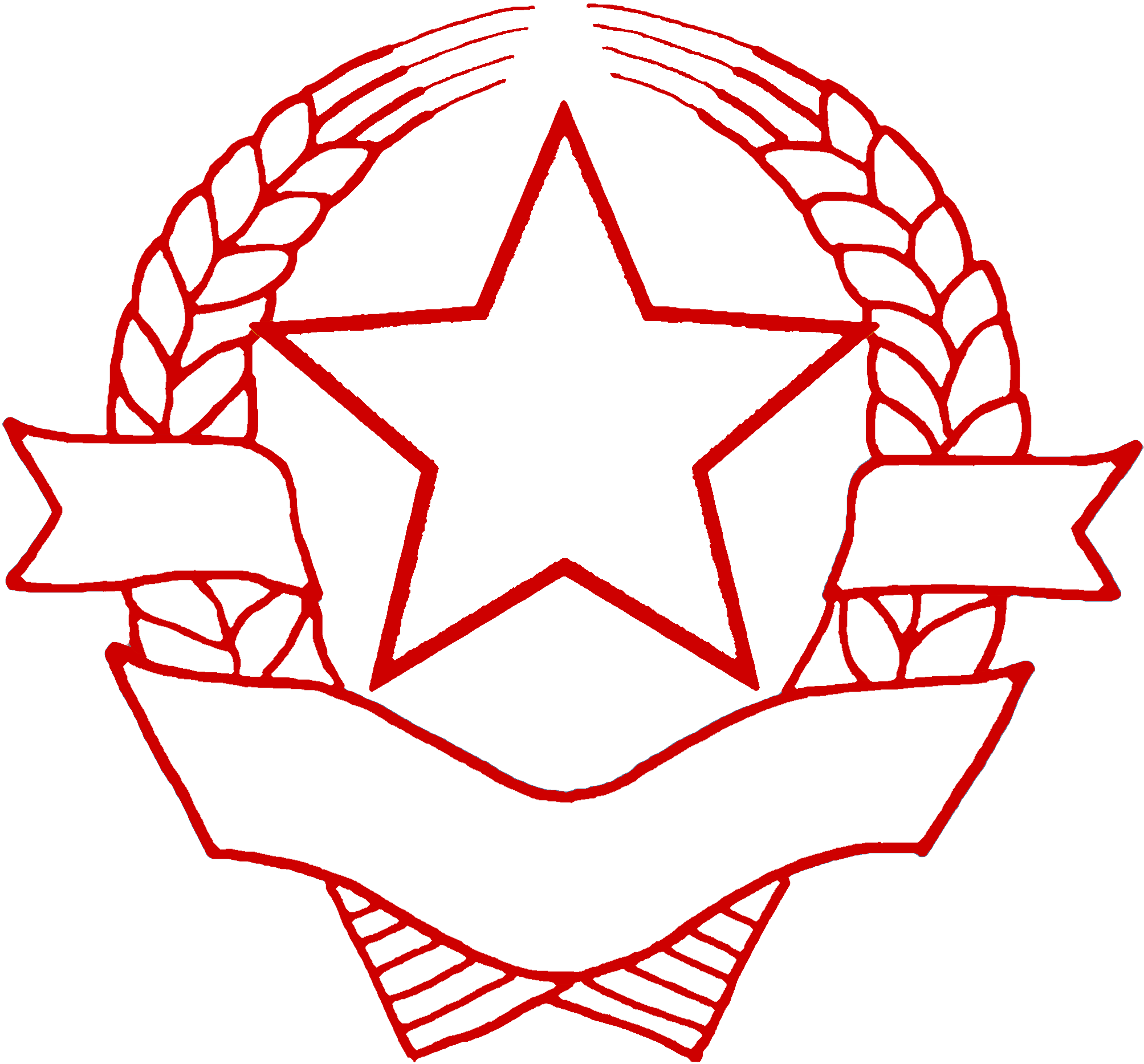
제2차 회의 중 AVNOJ의 문장 (1943년)
민주연방 유고슬라비아의 국장 (1943년~1946년)
유고슬라비아 연방인민공화국의 국장 (1946년~1963년)
유고슬라비아 사회주의 연방공화국의 국장 (1963년~1992년)

### 구성 공화국
유고슬라비아의 구성 공화국의 문장은 6개의 공화국별로 정의되었다. 문장은 공화국 수준의 문서, 예를 들어 공화국 기관의 간판, 학교 졸업장의 워터마크 등에 국가 지위를 상징하는 것으로 나타났다.
이러한 문장에는 새로운 사회주의 정치 체제와 역사적 호환성을 입증할 수 있는 오래된 역사적 상징이 포함되었다. 크로아티아와 세르비아의 문장 중앙에는 전통적 문장이 그려져 있었다. 또한, 슬로베니아의 트리글라브산은 제2차 세계 대전의 민족 해방 전쟁 당시 슬로베니아 민족 해방 전선의 상징으로 인정받았다. 오래된 상징이 부적절하다고 여겨지는 경우(세르비아 문장의 전통적 십자가, 보스니아 헤르체고비나의 민족 또는 종교 문장, 몬테네그로의 구 전통적 군주제 상징, 또는 마케도니아의 역사적 사자), 몬테네그로의 로브첸산, 보스니아 헤르체고비나의 굴뚝 한 쌍과 같이 눈에 띄는 특징이나 비공식적인 국가 상징이 추가되었다. 유고슬라비아 연방 국장도 마찬가지였다. 모든 공화국의 문장에는 붉은 별과 밀, 또는 해당 지역의 다른 중요한 식물이 그려져 있었다. 6개 유고슬라비아의 구성 공화국의 개별 문장은 다음과 같았다:
| 공화국                | 문장              | 설계자                              | 공화국별 특징                            | 공화국별 특징                                                | 오늘날의 국장                |
| --------------------- | ----------------- | ----------------------------------- | ---------------------------------------- | ------------------------------------------------------------ | ---------------------------- |
| 보스니아 헤르체고비나 |                   | 알려지지 않음                       | 식물                                     | 침엽수 가지(좌측), 낙엽수 가지(우측), 밀 두 다발 (중앙 하단) | 보스니아 헤르체고비나의 국장 |
| 보스니아 헤르체고비나 | 풍경, 지리적 특징 | 알려지지 않음                       | 야이체의 실루엣                          |                                                              | 보스니아 헤르체고비나의 국장 |
| 보스니아 헤르체고비나 | 산업              | 알려지지 않음                       | 두 개의 공장 굴뚝                        |                                                              | 보스니아 헤르체고비나의 국장 |
| 보스니아 헤르체고비나 | 장식              | 알려지지 않음                       | 붉은 리본                                |                                                              | 보스니아 헤르체고비나의 국장 |
| 크로아티아            |                   | 안툰 아우구스틴치치와 바냐 라다우시 | 식물                                     | 밀                                                           | 크로아티아의 국장            |
| 크로아티아            | 풍경, 지리적 특징 | 안툰 아우구스틴치치와 바냐 라다우시 | 아드리아해, 떠오르는 태양                |                                                              | 크로아티아의 국장            |
| 크로아티아            | 산업              | 안툰 아우구스틴치치와 바냐 라다우시 | 철제 모루                                |                                                              | 크로아티아의 국장            |
| 크로아티아            | 장식              | 안툰 아우구스틴치치와 바냐 라다우시 | 체커판                                   |                                                              | 크로아티아의 국장            |
| 마케도니아            |                   | 바실리예 포포비치치초               | 식물                                     | 밀 화환, 담배 잎, 양귀비 꽃봉오리                            | 북마케도니아의 국장          |
| 마케도니아            | 풍경, 지리적 특징 | 바실리예 포포비치치초               | 바르다르강, 코라브산, 해돋이, 하늘       |                                                              | 북마케도니아의 국장          |
| 마케도니아            | 산업              | 바실리예 포포비치치초               | –                                        |                                                              | 북마케도니아의 국장          |
| 마케도니아            | 장식              | 바실리예 포포비치치초               | 전통 마케도니아 자수 리본                |                                                              | 북마케도니아의 국장          |
| 몬테네그로            |                   | 밀란 보조비치와 밀로 밀루노비치     | 식물                                     | 월계관                                                       | 몬테네그로의 국장            |
| 몬테네그로            | 풍경, 지리적 특징 | 밀란 보조비치와 밀로 밀루노비치     | 로브첸산, 아드리아해                     |                                                              | 몬테네그로의 국장            |
| 몬테네그로            | 산업              | 밀란 보조비치와 밀로 밀루노비치     | –                                        |                                                              | 몬테네그로의 국장            |
| 몬테네그로            | 장식              | 밀란 보조비치와 밀로 밀루노비치     | 범슬라브색의 몬테네그로 삼색기           |                                                              | 몬테네그로의 국장            |
| 세르비아              |                   | 조르제 안드레예비치 쿤              | 식물                                     | 밀 한 뭉치(좌측), 도토리가 달린 참나무 잎 한 뭉치(우측)      | 세르비아의 국장              |
| 세르비아              | 풍경, 지리적 특징 | 조르제 안드레예비치 쿤              | 해돋이, 하늘                             |                                                              | 세르비아의 국장              |
| 세르비아              | 산업              | 조르제 안드레예비치 쿤              | 톱니바퀴                                 |                                                              | 세르비아의 국장              |
| 세르비아              | 장식              | 조르제 안드레예비치 쿤              | 붉은 자취(비문 포함), 세르비아 전통 상징 |                                                              | 세르비아의 국장              |
| 슬로베니아            |                   | 브란코 심치치                       | 식물                                     | 밀, 린덴 잎                                                  | 슬로베니아의 국장            |
| 슬로베니아            | 풍경, 지리적 특징 | 브란코 심치치                       | 트리글라브산, 바다                       |                                                              | 슬로베니아의 국장            |
| 슬로베니아            | 산업              | 브란코 심치치                       | –                                        |                                                              | 슬로베니아의 국장            |
| 슬로베니아            | 장식              | 브란코 심치치                       | 붉은 리본                                |                                                              | 슬로베니아의 국장            |

## 같이 보기
- 유고슬라비아의 국기
- 유고슬라비아의 기 목록
- 보스니아 헤르체고비나의 국장
- 크로아티아의 국장
- 북마케도니아의 국장
- 몬테네그로의 국장
- 세르비아 몬테네그로의 국장
- 세르비아의 국장
- 슬로베니아의 국장
- 사회주의 양식 문장